# Tomáš Těhan
Tomáš Těhan (Valašské Meziříčí, Checoslovaquia, 27 de abril de 1989) es un deportista checo que compite en tiro, en la modalidad de pistola.
Ganó una medalla de bronce en el Campeonato Mundial de Tiro de 2014 y una medalla de bronce en el Campeonato Europeo de Tiro de 2024, ambas en la prueba de pistola de fuego 25 m.

## Palmarés internacional
| Campeonato Mundial | Campeonato Mundial | Campeonato Mundial | Campeonato Mundial    |
| Año                | Lugar              | Medalla            | Prueba                |
| ------------------ | ------------------ | ------------------ | --------------------- |
| 2014               | Granada (España)   | Medalla de bronce  | Pistola de fuego 25 m |
| Campeonato Europeo |                    |                    |                       |
| Año                | Lugar              | Medalla            | Prueba                |
| 2024               | Osijek (Croacia)   | Medalla de bronce  | Pistola de fuego 25 m |